# Google Cloud Datastore
Google Cloud Datastore — високо масштабована, повністю керована NoSQL база даних, яку Google пропонує на платформі Google Cloud. Cloud Datastore побудована на технологіях Google Bigtable та Megastore.
Підтримуються ACID транзакції, SQL-подібні запити, індексацію та REST API. На відміну від BigTable, Datastore орієнтована на роботу з наборами тісно пов'язаних даних невеликого об'єму, які об'єднуються в так звані групу об'єктів (англ. entity) і зберігаються на фізично близьких серверах. Поняття об'єкту відповідає поняттю рядка в БД і не може перевищувати 1 МіБ.

## Історія
Спочатку була випущена як функція в Google App Engine у 2008 році. В ході конференції Google I/O Cloud Datastore було оголошено як окремий продукт у 2013 році.